# Greg Merson
Gregory 'Greg' Merson (Washington, Verenigde Staten, 8 december 1987) is een Amerikaans professioneel pokerspeler. Hij won het Main Event (het $10.000 World Championship No Limit Hold'em-toernooi) van de World Series of Poker 2012 en daarmee de officieuze wereldtitel pokeren. Eerder die week won hij ook al het $10.000 No Limit Hold 'em - Six Handed-toernooi van deze editie van de World Series of Poker en daarmee zijn eerste WSOP-titel.
Merson won tot en met mei 2021 meer dan $11.400.000,- in live pokertoernooien.

## WSOP bracelets
| Jaar | Event                                        | Prijs      |
| ---- | -------------------------------------------- | ---------- |
| 2012 | $10.000 No Limit Hold 'em - Six Handed       | $1.136.197 |
| 2012 | $10.000 No Limit Hold 'em World Championship | $8.547.042 |